# Arenaria melandryoides
Arenaria melandryoides là loài thực vật có hoa thuộc họ Cẩm chướng. Loài này được Edgew. mô tả khoa học đầu tiên năm 1874.